# Ивановский лесопарк
Ивановский лесопарк (также встречается название — народный парк «Ивановский») — парк, расположенный в районе Ивановское Восточного административного округа Москвы между Свободным проспектом, Напольным проездом и улицей Молостовых. Площадь парка — 9,9 Га. С 2014 года входит в состав ПКиО «Перовский». 

## О парке
Главный вход в парк с ажурными входными арками организован со стороны Свободного проспекта напротив дома №2с1. 
Ивановский лесопарк работает круглосуточно. На территории обустроены велодорожки протяженностью 1,5 километра, детская и две спортивные площадки — тренажерная и баскетбольная. Также есть две площадки для выгула собак. Пешеходные дорожки в парке выложены плиткой, вдоль них установлены скамейки и урны. По всему парку проведено освещение.
Ивановский лесопарк был комплексно благоустроен в 2012 и 2019 годах. Последнее благоустройство проходило в рамках программы по созданию комфортной городской среды «Мой район». После завершения работ в парке значительно улучшилась инфраструктура, в дополнение к двум имеющимся появилась новая детская площадка, была обновлена спортивная зона и площадка для выгула собак.
Для прогулок по лесному массиву сделали деревянный настил, который позволяет избежать затопления отдельных участков тропы в дождливую погоду и не мешает росту трав в теплое время года. В парке сохранилось место исторически протекавшего там ручья: высохшее русло выложили камнями. Особенностью зеленой зоны стали большие садовые качели. 